# Shibganj

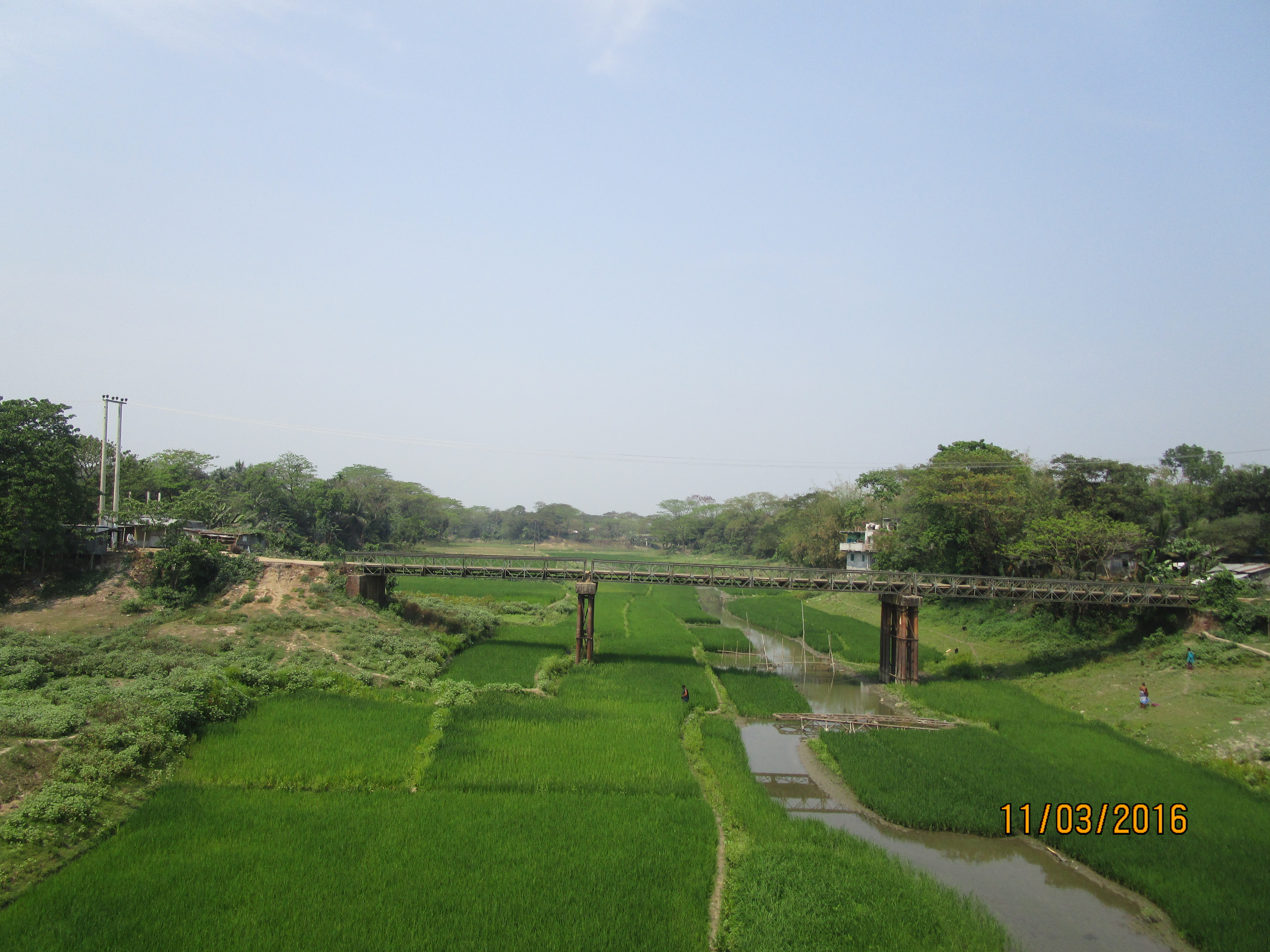

Shibganj (en bengali : শিবগঞ্জ) est une upazila du Bangladesh dans le district de Bogra. En 2011, elle dénombrait 378 700 habitants.